# Denys Affre

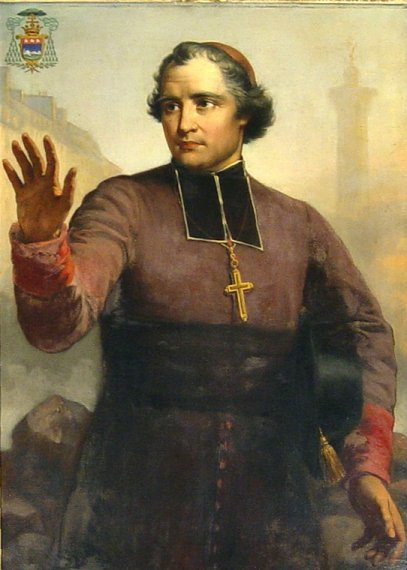
Portret van Denys Affre door Denis Auguste Affre

Denys Auguste Affre (Saint-Rome-de-Tarn, 27 september 1793 - Parijs, 27 juni 1848) was een Frans geestelijke en van 1840 tot aan zijn dood aartsbisschop van Parijs.

## Levensloop
Affre volgde vanaf zijn veertiende een opleiding tot priester aan het seminarie van Saint-Sulpice in Parijs, dat geleid werd door zijn oom, abt Denis Boyer. Hij was een briljante student en was nog seminarist toen hij dogmatiek ging onderwijzen aan het seminarie van Nantes.
In 1818 werd hij tot rooms-katholiek priester gewijd. Van 1821 tot 1833 diende Affre als vicaris-generaal, eerst tot 1823 van het bisdom Luçon en daarna van het bisdom Amiens. In 1834 vestigde hij zich vervolgens als kanunnik in Parijs om daarna in 1839 coadjutor van het aartsbisdom Straatsburg te worden. Deze functie oefende hij echter nooit uit, aangezien hij na de dood van de Parijse aartsbisschop Hyacinthe-Louis de Quélen eind 1839 benoemd werd tot vicaris-capitularis van Parijs.
In augustus 1840 werd Affre tot aartsbisschop van Parijs gewijd. Hij gold als een tegenstander van de regering van koning Lodewijk Filips I en steunde dan ook ten volle de nieuwe machthebbers bij de totstandkoming van de Tweede Franse Republiek in 1848. Voorheen hield hij zich niet bezig met de politiek, maar wijdde hij zich aan zijn bisschoppelijke taken. Zo stichtte hij nieuwe parochies in de arbeiderswijken van de stad. Ook was hij vastberaden om de studies theologie te verbeteren zodat de geestelijkheid de uitdagingen kon aangaan waarmee de katholieke kerk in die tijd geconfronteerd werd en noemde hij onderwijs een mensenrecht. Hij opende een nieuw seminarie in Parijs, op de site van de vroegere Karmelietenpriorij, en een theologische school aan de Sorbonne.
In juni 1848 braken rellen uit tegen de plannen van de Franse regering om de Nationale werkplaatsen te sluiten die ze kort voordien hadden opgericht om werk te voorzien aan armen. De demonstranten wierpen barricades op in de straten en het leger aangevoerd door Louis Eugène Cavaignac trad bloedig op. In een poging om de gemoederen te bedaren beklom aartsbisschop Affre op 25 juni de barricaden, waarbij hij een groene tak droeg om beide zijden aan te zetten tot vrede. Hij had nog maar enkele woorden gesproken toen de demonstranten, die enkele schoten hadden gehoord en dachten dat ze verraden waren, het vuur openden op de Nationale Garde. Affre werd getroffen door een verdwaalde kogel en overgebracht naar zijn bisschoppelijk paleis, waar hij op 27 juni aan zijn verwondingen bezweek.
Een dag later drukte de Nationale Vergadering zijn leedwezen uit over het overlijden van Affre. Na zijn publieke begrafenis op 7 juli, waarop ongeveer 200.000 mensen verschenen, werd hij bijgezet in de Saint-Deniskapel in de Notre-Dame van Parijs. Zijn hart werd uit zijn lichaam verwijderd en bijgezet in de kapel van het karmelietenseminarie dat hij had opgericht.
- Biblioteca Nacional de España: XX5238081
- Bibliothèque nationale de France: cb12210763t (data)
- Catàleg d'autoritats de noms i títols de Catalunya: 981060945059606706
- Gemeinsame Normdatei: 10314904X
- International Standard Name Identifier: 0000 0001 1029 4688
- Library of Congress Control Number: n97002334
- Base Léonore: LH//9/49
- Nationale bibliotheek van Australië: 35763127
- Nationale Bibliotheek van Israël: 987007447707805171
- Nederlandse Thesaurus van Auteursnamen: 068370822
- Réseau des bibliothèques de Suisse occidentale: 02-A014112682
- Istituto Centrale per il Catalogo Unico: SBLV201850
- Système universitaire de documentation: 030755093
- Trove: 1076234
- Virtual International Authority File: 73902775
- WorldCat: E39PBJk4HbvrbFp6B6VfrYrcyd